# Temporada 1961 de la NFL
La Temporada 1961 de la NFL fue la 42.ª en la historia de la NFL.La liga se amplió a 14 equipos con la adición de los Minnesota Vikings, después de que los dueños de los equipos se negaran a ser miembros fundadores de la nueva American Football League. El calendario también se amplió de 12 a 14 partidos por equipo. Los Vikings fueron colocados en la Conferencia Oeste, y los Dallas Cowboys fueron cambiados de la Conferencia Oeste al Este. Además, con la adición de los Vikings, la NFL regresó a un número par de equipos.
La ciudad de Canton, Ohio, donde se formó la liga que se convertiría en la NFL en 1920, fue elegida como sede del Salón de la Fama, el 27 de abril de ese año. Dick McCann, un exejecutivo de los Redskins, fue nombrado director ejecutivo.
La temporada finalizó cuando los Green Bay Packers barrieron en la final a los New York Giants por 37-0 en el juego de campeonato de la NFL disputado el 31 de diciembre de 1961 en el Lambeau Field, Green Bay, Wisconsin.

## Carrera de Conferencia
Los nuevos Minnesota Vikings ganaron su primer juego cuando se enfrentaron a Chicago Bears, 37-13, el 17 de septiembre de 1961. Mike Mercer hizo primeros puntos de los Vikings en un gol de campo de 12 yardas, y Fran Tarkenton guio al equipo a cinco touchdowns. Los Vikings finalizaron las temporadas en 3-11 después de ese buen comienzo. Con 14 equipos en dos conferencias, cada equipo de la NFL ahora se jugó en un calendario de 14 juegos: una serie de ida y vuelta con los otros seis equipos en su división, y dos juegos interconferencia.
En quinta semana, los Giants y los Eagles lideraban el Este, y los Packers y los 49ers el Oeste, todos con una marca de 4-1. A la semana siguiente, los 49ers perdieron ante los Bears, 31-0, mientras que Green Bay venció a Minnesota 33-7. Los Giants y los Eagles, ambos ganadores, permanecieron empatados en la tabla de posiciones en 5-1. En la Semana Siete, Dallas superó 17-16 a los Giants, mientras que los Eagles vencieron 27-24 a los Redskins con un pase de touchdown en el último cuarto de Sonny Jurgensen a Tommy McDonald. En Semana Nueve (12 de noviembre), los Giants vencieron a los Eagles, 38-21, para que ambos equipos tengan una marca de 7-2, mientras que Green Bay ganó su partido en Chicago, 31-28, que de perder los hubiera empatado con una marca de 6-3. Green Bay lideró el resto de la temporada en el Oeste. En la décima semana, la victoria de Nueva York 42-21 sobre Pittsburgh los puso en 8-2, mientras que la victoria de Cleveland 45-24 sobre Philadelphia puso ambas esos equipos en 7-3. En la semana 11 (3 de diciembre), Nueva York perdió 20-17 en Green Bay, mientras que los Eagles ganaron 35-24 en Pittsburgh, empatándolos nuevamente.
Los Giants y los Eagles, con marcas de 9-3, se enfrentaron la semana trece en Filadelfia (10 de diciembre). Después de que New York perdía 10-7, el entrenador Allie Sherman reemplazó a Y. A. Tittle por Charlie Conerly, quien a los 40 era más veterano jugador de la NFL. Conerly lanzó para tres pases de anotaciones para llevarse la victoria 28-24. La anotación de la victoria se produjo después de que los Eagles fueron penalizados por rudeza al pateador en cuarta oportunidad de los Giants, dando un primero y diez en la yarda 24. . Al final de la temporada (17 de diciembre), los Eagles remontaron para vencer a Detroit 27-24, y espera de una derrota de los Giants para forzar un desempate. En ese momento, Nueva York y Cleveland fueron estaban empatados 7-7 con dos minutos para el final. Un largo despeje del pateador de los Giants 'Don Chandler puso a los Browns en su propia línea de 7 yardas, y terminó con cualquier amenaza de una derrota.
| Semana | Oeste                        | Marca  | Este                               | Marca  |
| ------ | ---------------------------- | ------ | ---------------------------------- | ------ |
| 1      | 4 equipos(Bal, Det, Min, SF) | 1–0–0  | 3 equipos (Dal, Phi, St.L)         | 1–0–0  |
| 2      | Detroit Lions                | 2–0–0  | Empate (Dal, Phi)                  | 2–0–0  |
| 3      | 4 equipos(Bal, Det, GB, SF)  | 2–1–0  | 5 equipos(Cle, Dal, NYG, Phi, StL) | 2–1–0  |
| 4      | Empate (GB, SF)              | 3–1–0  | 4 equipos (Cle, Dal, NYG, Phi)     | 3–1–0  |
| 5      | Empate (GB, SF)              | 4–1–0  | Empate (NYG, Phi)                  | 4–1–0  |
| 6      | Green Bay Packers            | 5–1–0  | Empate (NYG, Phi)                  | 5–1–0  |
| 7      | Green Bay Packers            | 6–1–0  | Philadelphia Eagles                | 6–1–0  |
| 8      | Green Bay Packers            | 6–2–0  | Philadelphia Eagles                | 7–1–0  |
| 9      | Green Bay Packers            | 7–2–0  | Empate (NYG, Phi)                  | 7–2–0  |
| 10     | Green Bay Packers            | 8–2–0  | New York Giants                    | 8–2–0  |
| 11     | Green Bay Packers            | 9–2–0  | New York Giants                    | 9–2–0  |
| 12     | Green Bay Packers            | 10–2–0 | Empate (NYG, Phi)                  | 9–3–0  |
| 13     | Green Bay Packers            | 10–3–0 | New York Giants                    | 10–3–0 |
| 14     | Green Bay Packers            | 11–3–0 | New York Giants                    | 10–3–1 |

## Temporada regular
V = Victorias, D = Derrotas, E = Empates, CTE = Cociente de victorias, PF= Puntos a favor, PC = Puntos en contra

Nota: Los juegos empatados no fueron contabilizados de manera oficial en las posiciones hasta 1972
| Campeón de Conferencia |

| New York Giants     | 10 | 3  | 1 | .769 | 368 | 220 |
| Philadelphia Eagles | 10 | 4  | 0 | .714 | 361 | 297 |
| Cleveland Browns    | 8  | 5  | 1 | .615 | 319 | 270 |
| St. Louis Cardinals | 7  | 7  | 0 | .500 | 279 | 267 |
| Pittsburgh Steelers | 6  | 8  | 0 | .429 | 295 | 287 |
| Dallas Cowboys      | 4  | 9  | 1 | .308 | 236 | 380 |
| Washington Redskins | 1  | 12 | 1 | .107 | 174 | 392 |

| Green Bay Packers   | 11 | 3  | 0 | .786 | 391 | 223 |
| Detroit Lions       | 8  | 5  | 1 | .615 | 270 | 258 |
| Baltimore Colts     | 8  | 6  | 0 | .571 | 302 | 307 |
| Chicago Bears       | 8  | 6  | 0 | .571 | 326 | 302 |
| San Francisco 49ers | 7  | 6  | 1 | .538 | 346 | 272 |
| Los Angeles Rams    | 4  | 10 | 0 | .286 | 263 | 333 |
| Minnesota Vikings   | 3  | 11 | 0 | .214 | 285 | 407 |

## Juego de Campeonato
- Green Bay 37, New York 0 en el City Stadium en Green Bay, Wisconsin, el 31 de diciembre de 1961

## Premios anuales
Al final de temporada se entregan diferentes premios reconociendo el valor del jugador durante la temporada entera.
| Premio              | Ganador       | Posición     | Equipo            |
| ------------------- | ------------- | ------------ | ----------------- |
| Jugador más valioso | Paul Hornung  | Running back | Green Bay Packers |
| Entrenador del año  | Allie Sherman | Head Coach   | New York Giants   |